# Ferbane
Ferbane is een plaats in het Ierse graafschap Offaly. De plaats telt 785 inwoners.